# Criciúma Esporte Clube
Maillots
Dernière mise à jour : 29 mai 2025.
Le Criciúma Esporte Clube est un club brésilien de football fondé le 13 mai 1947 et basé à Criciúma, dans l'État de Santa Catarina.
Sa mascotte est le tigre.

## Histoire
Le club trouve ses origines dans le Comerciário Esporte Clube, fondé en 1947 et dissous dans les années 1960 en raison de problèmes financiers. Le club a été rétabli en 1976 par certains anciens membres de Comerciário, mais en 1978, il a été rebaptisé Criciúma Esporte Clube. Depuis 1984, le club joue avec les couleurs noir et jaune.
Dans la Coupe du Brésil de football 1991, les Tigres (surnom du club), entraînés à l'époque par Luiz Felipe Scolari, ont rencontré en finale le club Gremio Porto Alegre. Lors du match aller à Porto Alegre, le club ramène un match nul 1 à 1. Un match nul et vierge a suffi au match retour à domicile, car les buts à l'extérieur comptent double en Coupe du Brésil. C'est le premier succès significatif du futur entraîneur champion du monde.
Ce succès qualifie Criciúma à la Copa Libertadores, où il sort vainqueur de groupe au premier tour devant le São Paulo FC et deux représentants boliviens. En quarts de finale, les noirs et jaunes ont de nouveau rencontré São Paulo et ont été éliminés par les futurs vainqueurs du tournoi (0-1 et 1-1).
Depuis, le club joue dans les divisions inférieures. En 2005, il a été relégué dans la troisième division. Le club a depuis pu retourner en deuxième division pendant deux ans, mais a de nouveau été relégué en 2008. De retour en Série B en 2011, le club termine vice-champion de Serie B en 2012 et monte en Série A lors de la saison 2013. Après avoir été relégué plusieurs fois par la suite, le club joue en Série B depuis 2022.

## Palmarès et statistiques

### Compétitions nationales et régionales
| Compétitions nationales | Compétitions régionales |
| --- | --- |
| - Coupe du Brésil (1) - Vainqueur : 1991 - Série B (1) - Champion : 2002 - Vice-champion : 2012 - Série C (1) - Champion : 2006 - Troisième : 2010 | - Campeonato Catarinense (12) - Champion : 1968, 1986, 1989, 1990, 1991, 1993, 1995, 1998, 2005, 2013, 2023, 2024 - Copa Santa Catarina (1) - Vainqueur : 1993 |

### Bilan saison par saison
Championnats nationaux
| Saison | Division | Division | Division | Pts | J  | G  | N  | P  | Bp | Bc | Diff. | Copa do Brasil |
| Saison | I        | II       | III      | Pts | J  | G  | N  | P  | Bp | Bc | Diff. | Copa do Brasil |
| ------ | -------- | -------- | -------- | --- | -- | -- | -- | -- | -- | -- | ----- | -------------- |
| 2008   |          | 18e      |          | 41  | 38 | 11 | 8  | 19 | 40 | 54 | -14   | 8e de finale   |
| 2009   |          |          | 16e      | 7   | 8  | 2  | 1  | 5  | 6  | 12 | -6    | 16e de finale  |
| 2010   |          |          | 2e       | 17  | 12 | 4  | 5  | 3  | 13 | 9  | +4    | Non qualifié   |
| 2011   |          | 14e      |          | 51  | 38 | 13 | 12 | 13 | 43 | 43 | 0     | Non qualifié   |
| 2012   |          | 2e       |          | 73  | 38 | 22 | 7  | 9  | 78 | 57 | +31   | 16e de finale  |
| 2013   | 14e      |          |          | 46  | 38 | 13 | 7  | 18 | 49 | 63 | -14   | 16e de finale  |

Campeonato Catarinense
| Saison | Division | Pts | J  | G  | N | P  | Bp | Bc | Diff. | Phase finale de la division | Copa Santa Catarina |
| Saison | I        | Pts | J  | G  | N | P  | Bp | Bc | Diff. | Phase finale de la division | Copa Santa Catarina |
| ------ | -------- | --- | -- | -- | - | -- | -- | -- | ----- | --------------------------- | ------------------- |
| 2008   | 2e       | 51  | 24 | 15 | 6 | 3  | 56 | 30 | +26   | Finale                      | Non disputée        |
| 2009   | 6e       | 29  | 24 | 8  | 4 | 12 | 51 | 50 | +1    | 4e                          | 3e,                 |
| 2010   | 8e       | 23  | 18 | 6  | 5 | 7  | 22 | 30 | -8    | Non qualifié                | Demi-finale         |
| 2011   | 2e       | 35  | 22 | 9  | 8 | 5  | 39 | 26 | +13   | Finale                      | Non disputée        |
| 2012   | 7e       | 27  | 18 | 8  | 3 | 7  | 40 | 31 | +9    | Non qualifié                | Non disputée        |
| 2013   | 1er      | 35  | 22 | 10 | 5 | 7  | 47 | 26 | +21   | Champion                    | Non disputée        |

## Joueurs et personnalités du club

### Anciens joueurs
- Maicon Douglas
- Alonso
- Henik
- Yannick Bolasie